# آمازون بال‌نارنجی
آمازون بال نارنجی (نام علمی: Amazona amazonica) نام یک گونه از سرده طوطی آمازون است.